# セントラルワールド
セントラルワールド(centralwOrld)は、タイ王国の首都バンコクの中心街にあるショッピング・モールである。
セントラルグループの新形態デパートZENのほか、ジム・トンプソン、H&M、トイザラス、ユニクロ、紀伊国屋書店、日乃屋カレー、但馬屋などが入居している。かつては伊勢丹も入居していたが2020年8月いっぱいで撤退した。
2006年オープン。オープン当初 World Trade Centerからの改装オープンだったため、Central World Plaza(セントラル・ワールド・プラザ)となっていたが翌2007年にCentralworld(セントラルワールド、CTW(表記が1語))に改名をしている。売場の延べ床面積が計55万平方メートル。セントラルグループが経営するショッピングモールの中ではサイアムエリアにあるサイアム･パラゴン（2005年オープン）と並び、国内最大規模。スケートリンク、映画館、イベントホールが敷地内に併設しており、イベントホールではたびたび音楽や海外旅行招致などのイベントが行われる。2010年4月、元首相タクシン・シナワットの支持者が治安部隊と衝突。その際に建物を放火し、一部が焼失した。その後、焼失したZENデパートメントストア部分は建て直され、現在はほぼ元の状態に戻っている。